# شركة الطرق السريعة المركزية اليابانية
شركة الطرق السريعة المركزية اليابانية (中日本高速道路株式会社، Naka-nihon Kōsoku-dōro Kabushiki-gaisha)، اختصارًا نيكسكو ناكا-نيهون (NEXCO中日本، NEXCO Naka-Nihon)، هي واحدة من المشغلين الرئيسيين للطرق السريعة و الطرق ذات الرسوم في اليابان، يقع مقرها الرئيسي في ناغويا، محافظة أيتشي.
تأسست الشركة في الأول من أكتوبر عام 2005 بعد خصخصة مؤسسة الطرق السريعة العامة اليابانية [الإنجليزية]،  تدير الشركة الطرق بشكل رئيسي في منطقتي توكاي وهوكوريكو،  تتم إدارة الطرق في المناطق الأخرى من اليابان بواسطة شركة طرق شرق اليابان السريعة [الإنجليزية] وشركة طرق غرب اليابان السريعة [الإنجليزية]. 

## روابط خارجية
- - باليابانية
- - بالانجليزية